# 第22独立機械化旅団 (ウクライナ陸軍)
第22独立機械化旅団「ムィコライウ」（だい22どくりつきかいかりょだん、ウクライナ語: 22 окрема механізована Миколаївська бригада Сухопутних、略称：22 ОМБр）は、ウクライナ陸軍の旅団。南部作戦管区隷下で、ムィコラーイウ州のミハイリウカに旅団本部を置く。

## 概要

### 第二次世界大戦
1941年7月18日、第二次世界大戦の影響に伴い、赤軍第293狙撃師団としてウクライナ・ソビエト社会主義共和国で創設された。
1941年8月から独ソ戦に投入され、兵員が10,911人から1,000人未満となる大損害を受けて壊滅したが、枢軸国に勝利し、赤旗勲章、名誉称号「親衛隊」、「ポルタヴァ」を授与され、第66親衛狙撃師団に改称された。

### 冷戦期
1956年10月、ハンガリー動乱に投入された。
1957年6月、機械化に伴い、第66親衛自動車化狙撃師団に改編された。
1960年9月、訓練部隊化に伴い、第66親衛訓練自動車化狙撃師団に改編された。
1987年9月、訓練施設化に伴い、第110親衛訓練所に改編された。

### ウクライナ陸軍

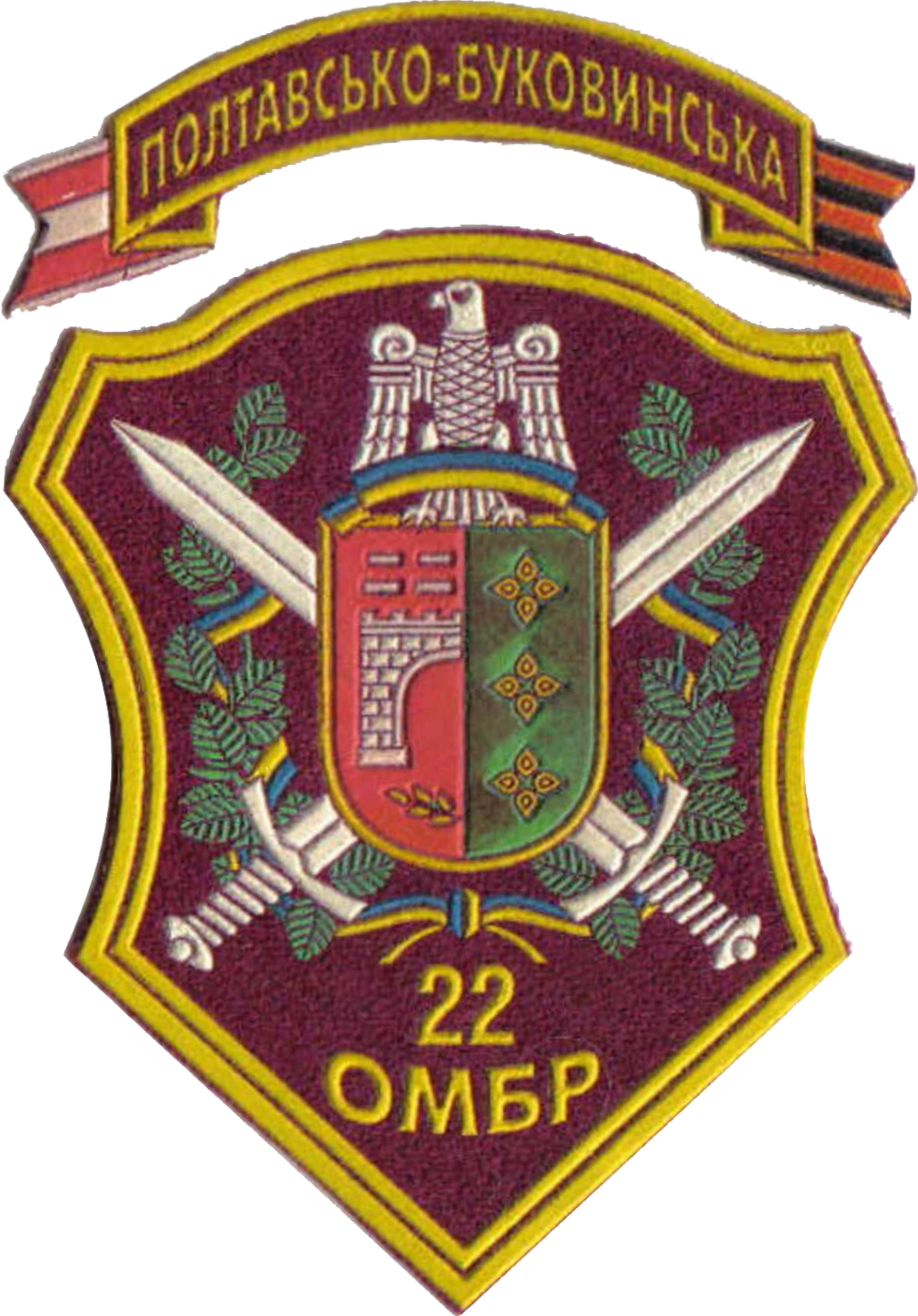
第22独立機械化旅団旧部隊章

1991年12月、ソビエト連邦の崩壊とウクライナの独立で創設されたウクライナ陸軍に編入され、第66機械化師団に改編された。
1999年10月26日、レオニード・クチマ大統領より、名誉称号「ブコヴィナ」を授与された。
2000年10月、部隊縮小に伴い、第22独立機械化旅団に改編、2003年に解隊された。

### ロシアのウクライナ侵攻

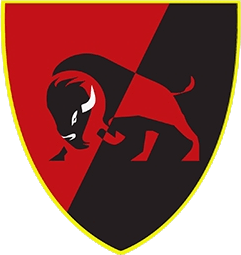
第22独立機械化旅団旧部隊章

2023年2月18日、ロシアのウクライナ侵攻の影響に伴い、2023年ウクライナの反転攻勢用の戦力12個旅団の1個として再編された。

#### 東部・バフムート戦線
2023年7月、激戦地の東部ドネツィク州バフムート地区に配備され、バフムート南のクリシチウカ方面を防御した。

#### ロシア・クルスク戦線
2024年8月、ロシアと国境を接する北部スームィ州に再配置され、第80独立空中強襲旅団、（架空の）第88独立機械化旅団と共にスジャ方面で攻勢を開始した。作戦開始2日前に第80旅団隷下の第2空中強襲大隊がロシア・クルスク州に浸透し、ロシア軍検問所付近の陣地を確保した。ロシア軍のクルスク防衛線自体は陣地が強力だったが、国境警備隊と動員兵が主力で兵力にも難があったため、攻勢開始後は浸透していた第2大隊と挟撃して突破し、92の集落を制圧した。クルスク州での戦闘は第二次世界大戦以来81年ぶりとなった。
2025年5月5日、ウォロディミル・ゼレンスキー大統領より、名誉称号「ムィコライウ」を授与された。

## 編制
2024年時点での編制は以下のとおりである。
- 旅団司令部（ミハイリウカ）
- 第1機械化大隊
- 第2機械化大隊
- 第3機械化大隊
- 戦車大隊
- 第11独立小銃大隊
- 第409独立小銃大隊
- 第412独立小銃大隊
- 旅団砲兵群
  - 本部中隊
  - 第1自走砲大隊
  - 第2自走砲大隊
  - ロケット砲大隊
  - 対戦車砲大隊
- 防空大隊

- 工兵大隊
- 整備大隊
- 兵站大隊
- 偵察中隊
- 通信中隊
- レーダー中隊
- CBRN防護中隊
- 衛生中隊
- 無人システム大隊

## 第66親衛訓練自動車化狙撃師団編制[4]
- 師団司令部（チェルニウツィー）
- 第145親衛訓練自動車化狙撃連隊
- 第193親衛訓練自動車化狙撃連隊
- 第195親衛訓練自動車化狙撃連隊
- 第128親衛訓練戦車連隊
- 第135親衛訓練砲兵連隊
- 第1292親衛訓練高射ミサイル連隊
- 第847独立訓練ミサイル大隊

- 第1262独立訓練偵察大隊
- 第74独立親衛訓練工兵大隊
- 第179独立親衛訓練通信大隊
- 第435独立訓練整備大隊
- 第780独立訓練補給大隊
- 第524独立訓練化学防護中隊
- 第79独立訓練衛生大隊

## 主要装備
旅団の主要装備は以下のとおりである。
- T-72AV/B/M1R
- T-72AMT
- PT-91
- 2S3
- BM-21
- BMP-1
- ハンヴィー